# Rede Excelsior
Rede Excelsior fue una cadena de televisión generalista de Brasil que emitió desde 1960 hasta su cierre en 1970. Su cadena principal era el canal 9 de São Paulo y pertenecía a Mário Wallace Simonsen.

## Historia
En 1959 la empresa Organizações Victor Costa, propietarias de TV Paulista de São Paulo, recibirían una concesión para un segundo canal en la ciudad. El nuevo canal recibió como nombre TV Excelsior debido a que la adjudicataria también poseía una cadena de radio con el mismo nombre. Posteriormente vende la cadena y Excelsior sería adquirida por 80 millones de cruzeiros, una cifra desorbitada para la época, por un grupo de empresarios liderados por la familia Simonsen y la compañía de aviación Panair.
El nuevo canal comenzó a emitir el 9 de julio de 1960 con una programación centrada en informativos, series y películas extranjeras. Excelsior adquirió al poco tiempo el espacio de la institución Teatro Cultura Artística, en crisis financiera, y logró recuperarlo para la realización de varios programas de espectáculos, humorísticos y musicales. Su modelo de programación, que introdujo varias novedades en la programación y un respeto escrupuloso en los horarios, le convirtió en pocos meses en la líder de audiencia de la ciudad de São Paulo.
En 1962 Excelsior construyó un gran estudio en el barrio de Vila Guilherme de São Paulo y adquirió equipamientos modernos. En 1963 el canal compra la concesión del canal 2 de Río de Janeiro implantando un modelo de red de televisiones por primera vez en el país. Para intentar llevar a cabo dicho sistema, Excelsior usaba la tecnología de videocinta con la que mejorarían la distribución de programas entre redes. Ese mismo año el canal comenzaría su emisión de parte de la programación en colores de forma experimental, empleando para ello el sistema NTSC americano. El sistema que posteriormente se convirtió en el estándar de Brasil fue el PAL-M, ya que los televisores con NTSC eran más caros.
Rede Excelsior funcionó correctamente hasta el Golpe de Estado en Brasil en 1964, cuando el canal comenzó a ser mal visto por las nuevas autoridades del país. El Gobierno Militar forzó la eliminación de varios programas que otorgaban audiencias al canal y cuestionó a varios periodistas. La situación empeoró sensiblemente con la quiebra de la compañía Panair -principal accionista- al cancelarle el Gobierno Militar sus concesiones de vuelo. El canal comienza a carecer de dinero para continuar a causa de dichas acciones y fue vendida al Grupo Folha de São Paulo, aunque fue devuelta a Simonsen en 1967, y en 1969 se suceden dos incendios que destruyeron gran parte del archivo y equipaciones de la cadena en su sede principal, dejando al canal en una situación difícil.
En septiembre de 1970, y tras perder cerca de 170 millones de cruzeiros solo en impuestos, se anunció durante la emisión de un programa en directo que el Gobierno Militar decretaría el final de Rede Excelsior al no subsanar su deuda contraída.

## Innovación
A pesar de su breve período, Rede Excelsior fue una de las cadenas que más aportó al panorama televisivo de Brasil. El canal fue el primero en introducir un "patrón de calidad" a la hora de contratar programas o espectáculos. Años después los principales ideólogos de ese patrón y jefes de programación de Excelsior, Walter Clark y José Bonifácio de Oliveira Sobrinho, ficharon por Rede Globo y contribuyeron a su liderazgo en las audiencias al implantar un modelo mejorado.
Dentro de las contribuciones realizadas por Excelsior a la televisión brasileña destacan la primera emisión en color, el respeto escrupuloso de los horarios de emisión, la introducción de viñetas y cortinas publicitarias (con la creación de dos mascotas para el canal), la creación por primera vez en Brasil de un logotipo identificativo y la apuesta por un nuevo modelo de periodismo informativo con la presencia de reporteros en el lugar del suceso y corresponsales.

## Canales de Rede Excelsior

### Emisoras propias
- TV Excelsior (São Paulo): Canal 9
- TV Excelsior (Río de Janeiro): Canal 2

### Emisoras afiliadas
- TV Gaúcha (Porto Alegre) Canal 12
- TV Paranaense (Curitiba) Canal 12
- TV Nacional (Brasília) Canal 3
- TV Alvorada (Brasília) Canal 8
- TV Triângulo (Uberlândia) Canal 8
- TV Vila Rica (Belo Horizonte) Canal 7
- TV Morena (Campo Grande) Canal 6
- TV Anhanguera (Goiânia) Canal 2
- TV Jornal do Commercio (Recife) Canal 2

## Curiosidades
- Sus mascotas, los niños, Ritinha y Paulinho fueron utilizadas desde los inicios del canal hasta su cierre. A diferencia de Rede Tupi (El indiecito) y Rede Record (El tigre) quienes dejaron a sus mascotas por la década de 1970 ya que estuvieron más tiempo en el aire que Excelsior.
- Fue la primera televisión de Brasil que creó un logotipo para su red de canales.
- En 1983 (13 años después), Rede Manchete logró la concesión del canal 9 de São Paulo. Actualmente pertenece a RedeTV!.